# Sericanthe roseoides
Sericanthe roseoides là một loài thực vật có hoa trong họ Thiến thảo. Loài này được (De Wild. & T.Durand) Robbr. miêu tả khoa học đầu tiên năm 1978.